# SIGKILL
在POSIX兼容的平台上，SIGKILL是发送给一个进程来导致它立即终止的信号。SIGKILL的符号常量在头文件signal.h中定义。因为在不同平台上，信号数字可能变化，因此符号信号名被使用，然而在大量主要的系统上，SIGKILL是信号#9。

## 语源
SIG是信号名的通用前缀。KILL是指让一个进程立即终止的动作的计算机行话。

## 使用
当SIGKILL被发送给一个程序时，它使程序立即终止。与SIGTERM和SIGINT相比，这个信号不能被捕获或忽略，同时接收这个信号的进程在收到这个信号时不能执行任何清理。
- 僵尸进程不能被杀死，因为它们已经死亡，只等待它们的父进程回收它们。

- 处于阻塞状态的进程不会死亡，直到它们再次醒来。

- init进程是特殊的：它不获得它不想处理的信号，因此它可以忽略SIGKILL。

- 因为SIGKILL不给进程任何在终止时做清理操作的机会，在大部分系统关闭过程中，在采取SIGKILL之前，使用信号SIGTERM使进程终止的尝试先被作出。

- 为了加速计算机关闭过程，Mac OS X 10.6会将SIGKILL发送给已经标记它们自己为“干净”的应用程序，以加快关机速度，同时，很可能地，没有坏作用。[2]

- 即使SIGKILL被发送给它，一个正在不可中断睡眠（英语：Uninterruptible sleep）的进程也可能不会终止（并且释放它的资源）。这是少数几个一个UNIX系统可能需要被重新启动来解决临时软件问题的例子中的一个。